# Петровы в гриппе
«Петро́вы в гри́ппе» — художественный фильм режиссёра Кирилла Серебренникова совместного производства России, Франции и Швейцарии, экранизация романа Алексея Сальникова «Петровы в гриппе и вокруг него». Главные роли в нём сыграли Семён Серзин, Чулпан Хаматова и Иван Дорн.
Премьера состоялась на Каннском кинофестивале 12 июля 2021 года. 9 сентября того же года картина вышла в прокат.

## Сюжет
Фильм рассказывает о нескольких днях жизни автослесаря Петрова и его семьи в постсоветском Екатеринбурге накануне Нового года. Петров — автослесарь, у которого есть любимое хобби: он рисует комиксы. Петров переносит на ногах грипп с высокой температурой, болеют его бывшая жена и сын. Возвращаясь с работы домой, Петров встречает своего старого приятеля Игоря, вместе с ним и его знакомыми пьёт водку. Гриппозное состояние Петровых не позволяет им отличить горячечный бред от действительности. Бред, действительность, воспоминания детства и молодости Петровых настолько реальны и абсурдны одновременно, что неотличимы друг от друга ни для героев, ни для зрителей.
За обычными бытовыми хлопотами Петровых стоит сложная концептосфера: сюжет наполнен аллюзиями на древнеримскую и древнегреческую мифологию, у всех героев угадываются мифологические прототипы.

## В ролях
| Актёр                | Роль                                                                         |
| -------------------- | ---------------------------------------------------------------------------- |
| Семён Серзин         | Сергей Петров                                                                |
| Чулпан Хаматова      | Нурлыниса Петрова                                                            |
| Владислав Семилетков | Петров-младший                                                               |
| Юрий Колокольников   | Игорь Дмитриевич Артюхин                                                     |
| Александр Ильин      | Виктор Михайлович                                                            |
| Николай Коляда       | водила газели                                                                |
| Юра Борисов          | Саша / Дед Мороз                                                             |
| Юлия Пересильд       | Марина / Снегурочка                                                          |
| Ольга Воронина       | Лида / пионер, старуха, поэтесса, барышня немолодого, диктор, пьяная женщина |
| Семён Штейнберг      | Гера / снеговик, журналист, спортсмен, кавказец, вредный                     |
| Тимофей Трибунцев    | Наталья Дмитриевна / Яга, пенсионер, дедуля, немолодой, милиционер, шизик    |
| Георгий Кудренко     | Жора / медведь, лысый, спортсмен, охранник, милиционер, репортёр, очкарик    |
| Иван Дорн            | Сергей                                                                       |
| Сергей Дрейден       | старикашка                                                                   |
| Айдар Салахов        | баянист                                                                      |
| Люба Стрижак         | врачиха                                                                      |
| Варвара Шмыкова      | мать Петрова                                                                 |
| Иван Ивашкин         | отец Петрова                                                                 |
| Артём Яненко         | маленький Сергей Петров                                                      |
| Юлия Ауг             | вахтёрша                                                                     |
| Любовь Аркус         | мать Марины                                                                  |
| Евгения Кузнецова    | мать Саши                                                                    |
| Александра Ревенко   | Оля, подруга мамы Петрова                                                    |
| Ирина Гамбарова      | соседка                                                                      |
| Хаски                | труп                                                                         |
| Марина Клещёва       | злая кондукторша                                                             |

## Производство и релиз
О начале работы Кирилла Серебренникова над экранизацией книги «Петровы в гриппе и вокруг него» стало известно в мае 2019 года. Серебренников сам написал сценарий. Работой над проектом занялась компания Hype Film совместно с Logical Pictures, Charades (Франция) и Bord Cadre (Швейцария). В том же году в Москве начались съёмки фильма. Чету Петровых сыграли Семён Серзин и Чулпан Хаматова; в декабре 2019 года стало известно, что один из актёров — Иван Дорн.
3 июня 2021 года стало известно, что фильм «Петровы в гриппе» включён в основную конкурсную программу 74-го Каннского кинофестиваля. Премьера состоялась 12 июля. В театральный прокат в России фильм вышел 9 сентября 2021 года. «Петровы в гриппе» вошли в конкурсную программу Zabaltegi-Tabakalera 69-го Международного кинофестиваля в Сан-Себастьяне, который проходил с 17 по 25 сентября 2021 года.

## Восприятие
На Каннском кинофестивале фильм встретил хороший приём. Снявший «Петровых в гриппе» оператор Владислав Опельянц получил премию Высшей технической комиссии: по словам главы этой комиссии Паскаль Морен, награждённый «показал себя настоящим виртуозом, заставив нас почувствовать всю лихорадку персонажей картины». Рейтинг одобрения фильма на сайте-агрегаторе отзывов Rotten Tomatoes составил 86 % на основе 37 отзывов. Общий отзыв критиков сайта гласит: «Жёсткая русская сатира с большим, бьющимся сердцем, „Грипп Петровых“ очень заразителен».
Российский кинокритик Антон Долин отметил, что «Петровы» — ещё более мрачное и многомерное произведение, чем роман Сальникова. Вадим Рутковский охарактеризовал картину как «крепкий кинематографический коктейль из хоррора, новогоднего капустника, городской семейной драмы, пасмурной ностальгии и притчи о воскрешении». По мнению обозревателя «Коммерсанта», «при всей кажущейся запутанности, фрагментарности и коллажности, к финалу „Петровы…“ оказываются довольно простым и ясным высказыванием о советском детстве и постсоветском лимбе, в котором атомизированные существа собираются в молекулы русской жизни».